# Bill Konigsberg

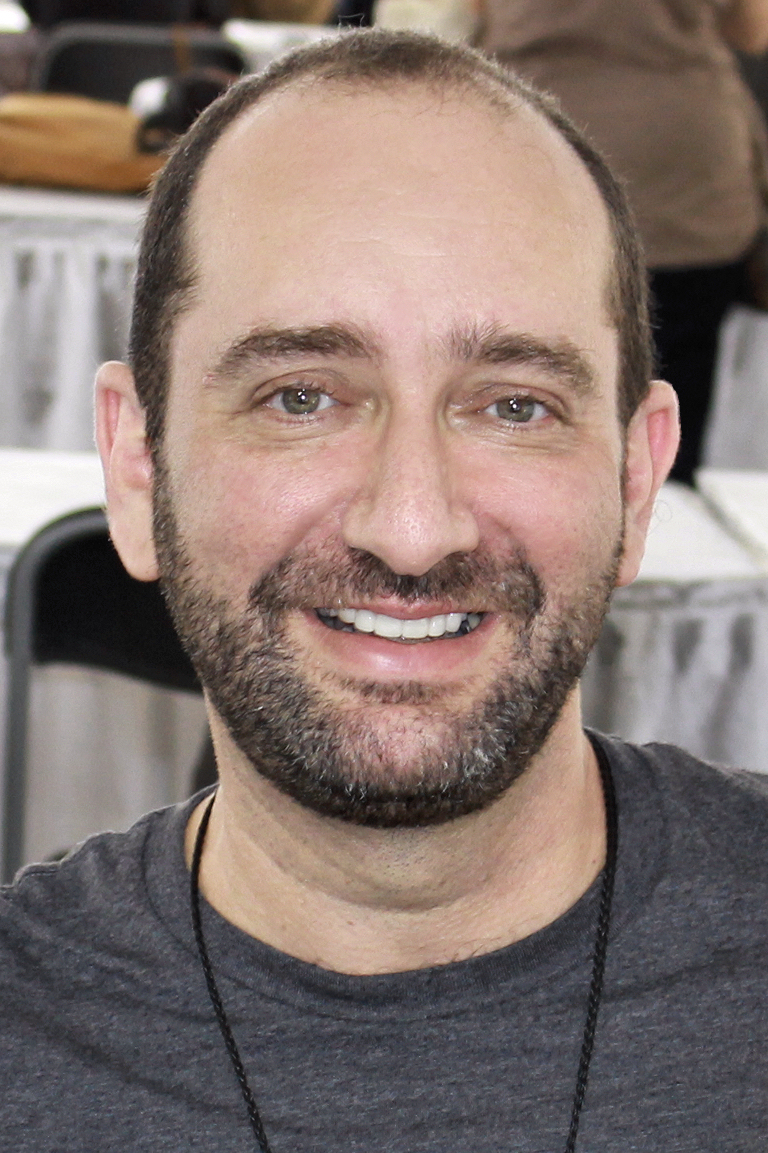
Bill Konigsberg, 2015

Bill Konigsberg (* 11. November 1970 in New York City) ist ein US-amerikanischer Journalist und Schriftsteller, der vor allem durch die LGBT-Romane Out of the Pocket, Openly Straight, The Porcupine of Truth und Honestly Ben bekannt wurde. Er lebt mit seinem Mann außerhalb von Phoenix (Arizona).

## Leben und Werk
Out of the Pocket gewann 2008 den Lambda Literary Award in der Kategorie LGBT Children’s/Young Adult. Sein zweiter Roman Offen Hetero (englischer Originaltitel: Openly Straight) wurde im Juni 2013 veröffentlicht. Dieser erhielt eine begeisterte Kritik in der New York Times und ausgezeichnete Rezensionen von Booklist und dem Bulletin of the Center for Children’s Books. Der Roman gewann 2014 den Sid Fleischman Award for Humor und war Finalist für den Amelia Elizabeth Walden Award. 2014 wurde er außerdem in die Liste der besten Belletristik für junge Erwachsene von YALSA, in die American Library Association Rainbow List und in die Tayshas List der Texas Library Association (als Top-Ten-Titel) aufgenommen und war für den Georgia Peach Award nominiert. Der Roman wurde ins Deutsche, Vietnamesische und Portugiesische übersetzt. The Porcupine of Truth erschien im Juni 2015 und gewann den Stonewall Book Award und den PEN Center USA Literary Award, erhielt ausgezeichnete Kritiken von Booklist und School Library Journal und schaffte es auf die Indie Next List, YALSA's Best Fiction for Young Adults list for 2016, Booklist Best of 2015, New York Public Library's Best Book for Teens 2015, Teenreads Favorites of 2015, the 2016 Rainbow List sowie die the Cooperative Children’s Book Center (CCBC) Choices 2016 List.
Im März 2016 veröffentlichte Konigsberg Honestly Ben, die Fortsetzung von Offen Hetero. Das Buch erhielt drei ausgezeichnete Rezensionen: von Publisher's Weekly, Booklist und School Library Journal. Beide Romane der Reihe wurden in diesem Monat auch als Hörbücher veröffentlicht.
Bevor er Schriftsteller wurde, war Konigsberg Sportjournalist. Als Sportjournalist und Redakteur für The Associated Press von 2005 bis 2008 berichtete er über die New York Mets und seine wöchentliche Fantasy-Baseball-Kolumne erschien in Zeitungen im ganzen Land, von den New York Daily News bis zum Seattle Post-Intelligencer. Im Mai 2001, als er für ESPN.com arbeitete, erschien auf der Titelseite der Website ein Artikel mit dem Titel „Sports World Still a Struggle for Gays“ (übersetzt: „Sportwelt immer noch ein Kampf für Schwule“), der ihm im folgenden Jahr den GLAAD Media Award einbrachte.
Seitdem hat er an zahlreichen Orten im ganzen Land darüber gesprochen, wie es ist, ein schwuler Mensch in der Welt des Sports zu sein. Einige der Publikationen, für die er geschrieben hat, sind The New York Times, North Jersey Herald and News und The Denver Post. Seine Arbeiten sind auch im Out Magazine erschienen. Im Jahr 2011 wurde sein Coming-out von der Website Outsports.com zur Nummer 64 der schwulen Sportgeschichte ernannt. Seine Geschichte wurde als Kapitel in das Buch Jocks 2: Coming Out to Play von Dan Woog aufgenommen.
Konigsbergs Coming-of-Age-Roman The Music of What Happens erschien am 26. Februar 2019. Die deutsche Übersetzung von Ralf Schmitz erschien 2020 unter demselben Titel im One Verlag. Das Buch wurde von YALSA als „Best Fiction for Young Adults“ im Jahr 2020 ausgezeichnet und stieg als Top-Ten-Titel in die „Rainbow Book List“ des Jahres 2020 ein.

## Bibliografie
- Out of the Pocket (2008)
- Offen Hetero (2014), ISBN 978-3-86787-682-7, englischer Originaltitel Openly Straight (2013)
- The Porcupine of Truth (2015)
- Honestly Ben (2016)
- The Music of What Happens (2020), ISBN 978-3-8466-0113-6, englischer Originaltitel The Music of What Happens (2019)
- The Bridge (2020)
- Destination Unknown (2022)